# Methanoregulaceae
Famille
Genres de rang inférieur
- Methanolinea
- Methanoregula
- Methanosphaerula

Les Methanoregulaceae sont une famille d'archées de l'ordre des Methanomicrobiales. 